# Ґумкі
Ґумкі (пол. Gumki) — село в Польщі, у гміні Червін Остроленцького повіту Мазовецького воєводства.
У 1975-1998 роках село належало до Остроленцького воєводства.